# Имагинерно число
| {\displaystyle \ldots } (повтаря се моделът на областта в синьо) |
| {\displaystyle i^{-3}=i\,}                                       |
| {\displaystyle i^{-2}=-1\,}                                      |
| {\displaystyle i^{-1}=-i\,}                                      |
| {\displaystyle i^{0}=1\,}                                        |
| {\displaystyle i^{1}=i\,}                                        |
| {\displaystyle i^{2}=-1\,}                                       |
| {\displaystyle i^{3}=-i\,}                                       |
| {\displaystyle i^{4}=1\,}                                        |
| {\displaystyle i^{5}=i\,}                                        |
| {\displaystyle i^{6}=-1\,}                                       |
| {\displaystyle \ldots } (повтаря се моделът на областта в синьо) |

В математиката, имагинерно число (или чисто имагинерно число) е комплексно число, чийто квадрат е отрицателно реално число. Имагинерната единица, означавана с i или j, е пример за имагинерно число. Ако y е различно от нула реално число, i·y е имагинерно число, защото:
{\displaystyle (i\cdot y)^{2}=i^{2}\cdot y^{2}=-y^{2}<0.\,}
Имагинерните („въображаеми, мними“) числа са дефинирани през 1572 г. от Рафаел Бомбели. По това време се е мислело, че подобни числа не съществуват, още повече, че нулата и отрицателните числа били считани от някои за измислени и безполезни. Множество математици в началото се съпротивлявали да повярват в имагинерните числа, включително Декарт който в своята Геометрия, определя термина като вреден.
Въпреки че Декарт пръв използва термина имагинерно число, за да означи това, за което днес се използва терминът комплексно число, днес терминът имагинерно число обикновено означава комплексно число, чиято реална част е равна на 0, тоест, число от вида i·y. Нулата (0) е единственото число, което е едновременно реално и имагинерно.

## Геометрична интерпретация
Геометрично, имагинерните число се разполагат по вертикалната ос на комплексната равнина, което позволява те да бъдат представени като разположени перпендикулярно на реалната ос. Един от начините да се представят имагинерните числа е да разгледаме стандартната числова ос, положително нарастващи по величина надясно, и негативно нарастващи по величини наляво. През точка 0 на тази ос x, може да бъде начертана ос y в „положителна“ посока, водеща нагоре; „положителните“ имагинерни числа по такъв начин „нарастват“ по величина нагоре, докато „отрицателните“ имагинерни числа „намаляват“ по величина надолу. Тази вертикална ос често се нарича „имагинерна ос“ и се отбелязва с {\displaystyle i\mathbb {R} }, {\displaystyle \mathbb {I} ,} или просто Im.
В това представяне, умножение с −1 съответства на ротация на 180° около началото на координатната система. Умножение с i съответства на 90-градусова ротация в „положително“ направление (т.е. обратно на часовниковата стрелка), а уравнението {\displaystyle i^{2}=-1} може да бъде интерпретирано като прилагане на две последователни 90-градусови ротации, като сумарния резултат е една 180-градусова ротация. Следва да се отбележи, че една 90-градусова ротация в „отрицателно“ направление (т.е. по посока на часовниковата стрелка) също задоволява тази интерпретация. Това отразява факта, че −i също е решение на уравнението {\displaystyle x^{2}=-1} (виж имагинерна единица).

## Приложение на имагинерните числа
В по-голяма част от дейностите на човека реалните числа (или дори рационалните числа) предлагат адекватно описание на данните. Дробни числа като ⅔ и ⅛ са безсмислени за някого, който брои камъни, но съществени за някого, който сравнява количествено различни сбирки от камъни. Отрицателните числа като −3 и −5 нямат смисъл в случаите, когато искаме да измерим масата на определен обект, но са съществени, когато следим финансирането. Подобно, имагинерните числа имат съществени конкретни приложения в много науки и свързаните с тях приложни области като обработката на сигнали, теорията на управлението, електромагнетизма, квантовата механика, картографията и много други.
В инженерните науки, свързани с електричеството например, напрежението на една батерия се характеризира от едно реално число (наречено амплитуда), +12 V или −12 V. Но напрежението на битовия променлив ток изисква два параметъра. Единият е амплитудата, обикновено 220 V, а другият е ъгъл (наречен фаза). Затова напрежението има две измерения. Една двумерна количествена величина може да бъде представена математически или чрез вектор, или чрез комплексно число (известно в инженерен контекст като комплексен вектор). Във векторно представяне, правоъгълните координати обикновено се означават с X и Y. В представянето чрез комплексни числа, двете слагаеми се обозначават като реална и имагинерна. Когато едно комплексно число е чисто имагинерно, например с реална част 0 и имагинерна част 220, това означава, че напрежението има амплитуда 220 V и фаза от 90°, което има непосредствен физически смисъл.
Някои програмни езици имат вградена поддръжка за имагинерни числа. Например в интерпретатора на Python, те могат да бъдат използвани чрез добавяне на латинската буква j в долен или горен регистър към числото :
```
>>
(
5
+
2
j
)
 
*
 
(
8
+
5
j
)

 
(
30
+
41
j
)

```

Пример от Matlab:
```
 
>>
 
(
5
+
2
j
)
 
*
 
(
8
+
5
j
)

 
ans
 
=

 
30.0000
 
+
41
.
0000
i

 
>>
 
(
5
+
i
*
2
)
 
*
 
(
8
+
5
j
)

 
ans
 
=

 
30.0000
 
+
41
.
0000
i

 
>>

```

## История
Декарт пръв използва термина „имагинерно“ число през 1637 г. Въпреки това, имагинерните числа са открити доста по-рано от Джироламо Кардано през 16 век при опитите му да намери аналитично решение на уравненията от трета степен, но не са широко възприети преди появата на трудовете на Леонард Ойлер (1707 – 1783) и Карл Фридрих Гаус (1777 – 1855).

## Степени наi{\displaystyle i}
Степените на {\displaystyle i} се повтарят циклично:
{\displaystyle \ldots }
{\displaystyle i^{-3}=i\,}
{\displaystyle i^{-2}=-1\,}
{\displaystyle i^{-1}=-i\,}
{\displaystyle i^{0}=1\,}
{\displaystyle i^{1}=i\,}
{\displaystyle i^{2}=-1\,}
{\displaystyle i^{3}=-i\,}
{\displaystyle i^{4}=1\,}
{\displaystyle i^{5}=i\,}
{\displaystyle i^{6}=-1\,}
{\displaystyle \ldots }
Тази зависимост може да бъде представена схематично по следния начин:
{\displaystyle i^{4n}=1\,}
{\displaystyle i^{4n+1}=i\,}
{\displaystyle i^{4n+2}=-1\,}
{\displaystyle i^{4n+3}=-i\,}
В случая n е произволно избрано цяло число.
Оттук следва изводът, че
{\displaystyle i^{n}=i^{n{\bmod {4}}}\,}